# Goniothalamus acehensis
Goniothalamus acehensis là loài thực vật có hoa thuộc họ Na. Loài này được R.M.K.Saunders mô tả khoa học đầu tiên năm 2002.